# Maserati 250S
Col nome 250S si intendono due diverse autovetture da competizione costruite dalla Maserati tra il 1954 e il 1958.

## 250S 1954
La prima versione, nota anche come 2500 Sport, fu costruita in un unico esemplare ed era ottenuta da un telaio tipo A6GCS/53 su cui venne montato il motore a 6 cilindri da 2500 cm³ della 250F di Formula 1, opportunamente adattato ai regolamenti delle vetture sport. Partecipò ad alcune gare della stagione 1954, quali la Mille Miglia e il Gran Premio di Supercortemaggiore di Monza ma senza ottenere risultati di rilievo. La vettura fu quindi accantonata, per sviluppare la nuova 300S.
Il motore era a sei cilindri in linea da 2494 cm³ di cilindrata. L'alesaggio dei cilindri era di 84 mm mentre la corsa era di 75 mm. Aveva un doppio albero a camme in testa. Erano installati tre carburatori tipo Weber 42 DCO3.
Il freno era a tamburo a comando idraulico sulle quattro ruote. Le sospensioni anteriori erano a molle elicoidali con ammortizzatori idraulici Houdaille e barra stabilizzatrice. Quelle posteriori a balestra trasversale, ammortizzatori idraulici Houdaille e barra stabilizzatrice.
Per il telaio fu usata una struttura a traliccio. La carrozzeria era in alluminio.
Il progetto ebbe nuovo vigore nel 1956, quando un modello dell'autovettura fu assemblata a Modena; era una A6 GCS con la particolarità di avere il ponte De Dion sulle sospensioni posteriori e il cambio in blocco col differenziale. Partecipò a competizioni ad Agadir e a Dakar, ma senza fortuna. L'auto fu in seguito utilizzata da Stirling Moss per le prove in preparazione della Mille Miglia.

## 250S 1957
La seconda iterazione della 250S nacque nel 1957, con un progetto radicalmente diverso. In questo caso si trattava della meccanica della 200SI con il motore 4 cilindri maggiorato. Furono realizzati quattro esemplari: l'intento era quello di mantenere l'agilità della vettura sport da due litri ma disponendo di maggiore potenza per affrontare le rivali di cilindrata superiore. Il debutto avvenne durante le prove della 1000 km di Buenos Aires: le prestazioni erano promettenti, ma fu giudicata ancora acerba per l'impiego in gara. La concorrenza interna della 300S e, a fine stagione, il ritiro dalle competizioni della squadra ufficiale Maserati segnarono il declino di questa vettura. Ciononostante furono prodotti alcuni propulsori da fornire alle scuderie clienti per aggiornare le 200SI esistenti. In particolare, tra il 1958 e il 1959, le 250S ottennero risultati di rilievo nelle gare nazionali SCCA in Nord America.
Il motore era a quattro cilindri in linea da 2489 cm³ di cilindrata. L'alesaggio dei cilindri era di 96 mm mentre la corsa era di 86 mm. Aveva un doppio albero a camme in testa. Erano installati due carburatori tipo Weber 45 DCO3.
Il freno era a tamburo a comando idraulico sulle quattro ruote. Le sospensioni anteriori erano a molle elicoidali con ammortizzatori idraulici Houdaille e barra stabilizzatrice. Quelle posteriori a balestra trasversale, ammortizzatori idraulici Houdaille e barra stabilizzatrice.
Per il telaio fu usata una struttura a traliccio. La carrozzeria era in alluminio.